# Stadion Kokand
Stadion Kokand – stadion piłkarski znajdujący się w mieście Kokand w Uzbekistanie. Posiada nawierzchnię trawiastą. Swoje mecze rozgrywa na nim drużyna FK Qo‘qon 1912. Stadion może pomieścić 10 500 widzów.